# 一冨士フードサービス
一冨士フードサービス株式会社（いちふじフードサービス）は、大阪府大阪市北区梅田に本社を置く、大手総合サービス企業。略称は一冨士。英文社名から「イフスコ（IFSCO）」とも呼ばれている。
1901年に、大衆食堂「一冨士」として創業した。現在では企業・官公庁・学校・病院・福祉施設・社員寮・プロスポーツクラブ寮、こども園等の食堂でのフードサービスの提供、衛生管理、人材育成、企画開発のほか、特定保健指導を主な事業としている。
みどり会の会員企業で三和グループに属している。

## 沿革
- 1901年 - 大衆食堂「一冨士」を開店。
- 1927年 - 大阪市福島区に仕出部調理場を新設。
- 1958年 - 株式会社一冨士を設立。
- 1991年 - 社名を「一冨士フードサービス株式会社」に変更。
- 1997年 - 東京商品センターを開設。
- 2000年 - 大阪市福島区の本社地区がISO 14001認証取得。
- 2003年 - 民事再生法の適用を申請。
- 2004年 - 日清医療食品の完全子会社として、一冨士フードサービス株式会社を新たに設立して事業を承継。
- 2005年 - 本部制から支社・営業所制等機構改革を図る。
- 2006年 - オリエンタルフーズ株式会社を100%子会社とする。
- 2007年 - 株式会社オリエンタルビジネスサービスを100%子会社とする。
- 2008年 - 北海道・東北、中部、中国・四国、九州の各支社においてISO 14001を拡大認証取得。
- 2012年 - 同じく日清医療食品の子会社であるアイビス株式会社を合併。
- 2016年 - イフスコダイニング株式会社の全株式を取得し、子会社化。
- 2017年 - 紀水産業株式会社を吸収。
- 2021年 - 日清医療食品の子会社である株式会社日京クリエイトと合併。大阪本社と東京本社のニ本社制とする。
- 2022年 - 東京本社を横浜市西区へ移転。横浜オフィスとする。ニ本社制から本社機能を大阪本社へ集約。関東エリアを再編し、東関東支社、関東支社、南関東支社を設置。

## 事業拠点
- 本社：大阪府大阪市北区梅田3-3-20
- 本社（横浜オフィス）：神奈川県横浜市西区高島1-1-2
- 北海道・東北支社：宮城県仙台市宮城野区榴岡3-4-1
- 東関東支社：茨城県日立市諏訪町2-8-1
- 関東支社：東京都千代田区神田錦町3-20
- 南関東支社：神奈川県横浜市西区高島1-1-2
- 中部支社：愛知県名古屋市中区丸の内1-17-29
- 京滋支社：滋賀県大津市中央3-1-8
- 近畿支社：大阪府大阪市福島区福島4-6-31
- 中国・四国支社：岡山県岡山市北区下石井2-1-3
- 九州支社：福岡県福岡市博多区住吉4-3-2